# BE-4

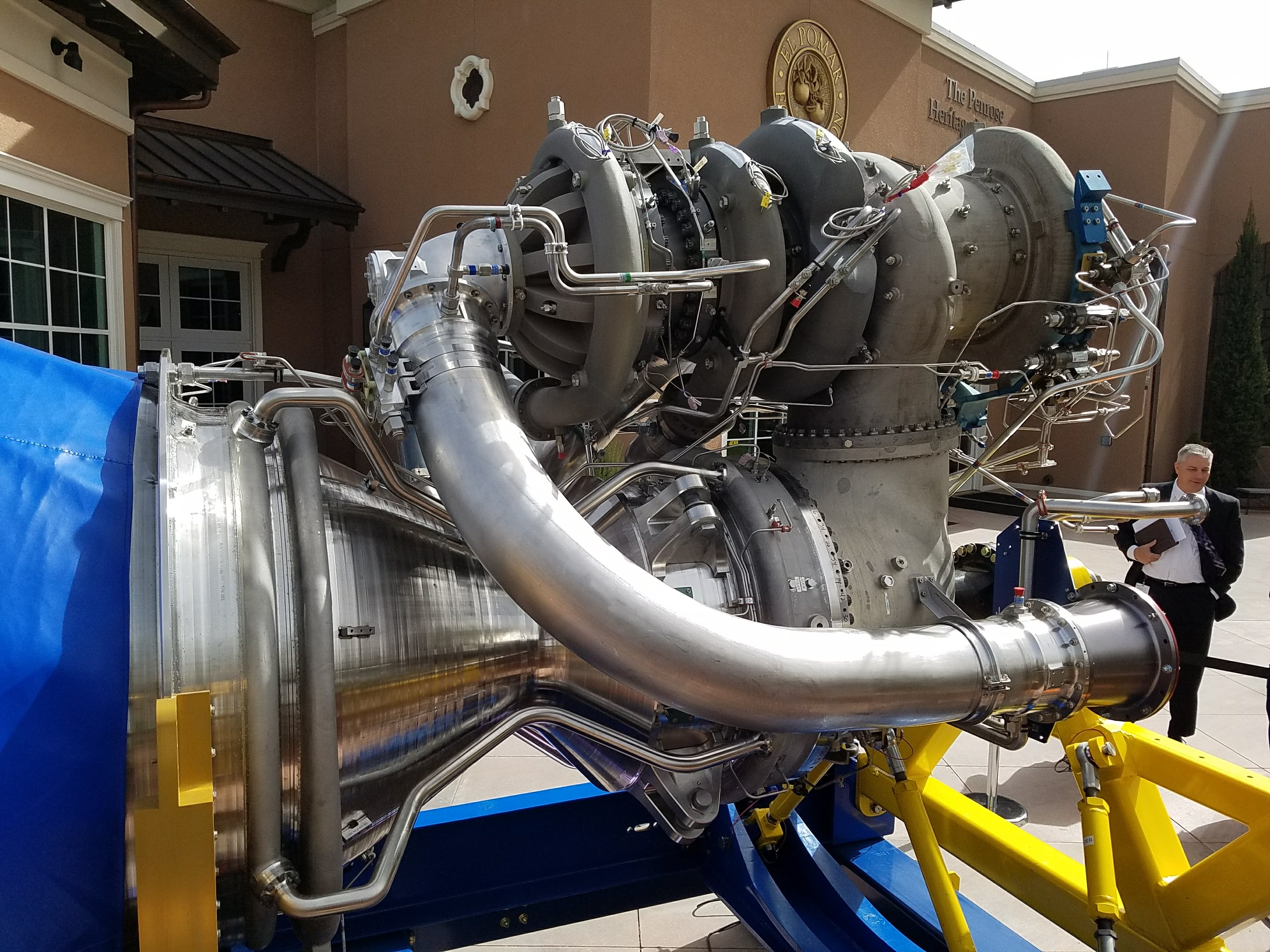
BE-4 raketmotor, april 2018-flytande metaninloppsutsikt. Detta var den första BE-4-motorn som testades med staticfire; test inträffade den 18 oktober 2017.

Blue Engine 4 eller BE-4 är en raketmotor under utveckling av Blue Origin. BE-4 utvecklas med privat och offentlig finansiering. Motorn har utformats för att ge en dragkraft på 2 400 kN vid havsnivå. Både första- och andrastegs-versioner av motorn är under utveckling.
Första flygningen gjordes den 8 januari 2024 med den första uppskjutningen av raketen Vulcan Centaur framtagen av United Launch Alliance (ULA).